# Ігнатенко Микола Григорович
Микола Григорович Ігнатенко (2 січня 1928, ст. Поспєліха, Алтайський край, РРФСР, СРСР — 7 грудня 2004, місто Херсон, Україна) — український науковець, економіко-географ, доктор географічних наук, професор.

## Життєпис
Народився 2 січня 1928 року в ст. Поспєліха, Алтайського краю, РРФСР. Трудовий шлях розпочав у 15 років. У 1943—1945 роках працював на Текелійському свинцево-цинковому комбінаті, у 1948—1951 роках навчався в Алма-Атинському залізничному технікумі.
У 1956 році закінчив географічний факультет Чернівецького державного університету. У 1956—1962 роках він працював викладачем кафедри економічної географії. У 1962—1963 роках навчався в аспірантурі Київського державного університету імені Тараса Шевченка, де 1963 року захистив кандидатську дисертацію на тему: «Экономико-географическая характеристика промышленности Прикарпатских областей».
У 1957—1963 роках — асистент, у 1963–1988 роках завідувач кафедри економічної географії, водночас у 1979–1988 роках — декан географічного факультету цього Чернівецького державного університету. У 1970 році захистив докторську дисертацію на тему: «Проблемы развития и размещения химической промышленности западных районов УССР». У 1973 році йому присвоєно звання професора. Протягом тривалого часу Микола Ігнатенко очолював Чернівецький відділ Географічного товариства, входив до складу керівних органів Географічного товариства УРСР та СРСР, навчально-методичної ради з географії при Міністерстві освіти, редакційної колегії наукового збірника «Економічна географія» у місті Києві.
Протягом 1978—1987 років М. Ігнатенко обирався депутатом Чернівецької обласної та районної рад народних депутатів двох скликань, а також був головою Чернівецької обласної ради науково-технічних товариств.
У 1988–1991 роках працював завідувачем кафедри економічної географії у Чечено-Інгушському державному університеті (м. Грозний, РФ), у 1991–1995 роках — у Мелітопольському державному педагогічному інституті. Від 1996 року Микола Григорович — завідувач кафедри екології та економіки природокористування Херсонського державного аграрного інституту. Ще 1993 року обраний дійсним членом (академіком) Української екологічної академії наук, Академії наук вищої школи України. Понад двадцять років входив до складу спеціалізованих вчених рад із захисту кандидатських та докторських дисертацій у Києві та Одесі. Був членом редакційної колегії фахового наукового видання «Таврійський науковий вісник», членом навчально-методичної ради з екології та економіки природокористування при Міністерстві агропромислової політики та продовольства України.
Помер на 77-му році життя 7 грудня 2004 року у Херсоні.

## Науковий доробок
М. Г. Ігнатенко є автором 257 наукових праць, левова частка яких пов'язана з вивченням природи і господарства, їх взаємодією в господарському (суспільно-географічному) комплексі, науковим обґрунтуванням раціонального природокористування, зокрема:
- Розвиток та розміщення хімічної промисловості західних областей України (1972, Чернівці);
- Природно-ресурсный потенциал Среднего Приднестровья (1980, Чернівці; у співавторстві);
- Економічна географія СРСР: підручник (1983, Київ; у співавторстві);
- Природно-ресурсный потенциал територии. Географический анализ и синтез (1986, Львів; у співавторстві);
- Регіональні агропромислові комплекси України: Теорія і практика розвитку (1996, Київ; у співавторстві);
- Екологія і економіка природокористування: навчальний посібник / М. Г. Ігнатенко, В. О. Малєєв; Херсонський державний університет. — К.; Херсон: Айлант, 2002. — 288 с. — ISBN 966-7403-64-5.
- Ігнатенко М. Г., Малєєв В. О. До проблеми: земля як особливий природний капітал — еколого-економічний підхід // Теорія і практика оцінювання, оптимізації використання та відтворення земельних ресурсів; Матеріали міжнародної наукової конференції. – Київ: РВПС України НАН України. – 2002.
- Еколого-економічне обґрунтування господарських рішень в умовах сталого розвитку (2004, Херсон; у співавторстві).
- Основи економіки природокористування: навч. посіб. для студ. вищ. навч. закл., які навчаються за спец. «Екологія та охорона навколишнього середовища» / М. Г. Ігнатенко та ін. — Херсон: Олді-плюс, 2007. — 311 с. — ISBN 978-966-8447-47-1.

Він започаткував новий напрям економіко-географічних досліджень природно-ресурсного потенціалу території та його економічної оцінки. Результат досліджень — розроблена методика структурного аналізу природно-ресурсного потенціалу території та його економічної оцінки. Вперше були обґрунтовані теоретико-методологічні та методичні основи дослідження природно-ресурсного потенціалу України з позицій економічної і соціальної географії.
У 1990-х роках М. Г. Ігнатенко поглиблює предмет вивчення природно-ресурсного потенціалу території, наголошує на необхідності вивчення не тільки ПРП території, але й акваторії, певних компонентів. Про необхідність врахування екологічних умов у формуванні та визначенні напрямів розвитку продуктивних сил країни М. Г. Ігнатенко твердив ще наприкінці 60-х — початку 70-х років XX століття (у висновках докторської дисертації, у працях, пов'язаних з розвитком хімічного комплексу західних областей України). Питання необхідності екологізації виробництва загострювались вченим і у вивченні агропромислового комплексу. Ще більшої актуальності воно набуло в умовах формування ринкових відносин суверенної України. В публікаціях Миколи Григоровича яскраво проявляється турбота про рідну землю, коли йдеться про пріоритетну складову життєдіяльності — земельні ресурси. Він писав «…тільки суверенний людський суб'єкт може вбачати в землі суверенний природний об'єкт, а тому розповсюджувати на нього почуття любові, турботи та поваги» (2004). З болем він вказував «…на жаль, досить часто ми спостерігаємо на теренах України так звану «азійську» форму капіталізації, що проявляється в дуже низькій заробітній платні та використанні застарілих технологій вирощування сільськогосподарських культур» (2002 р.). Микола Григорович завжди робив наголос на тому, що Україна і український етнос історично пов'язані з землею. Він наполягав, щоб в умовах земельної реформи, становлення ринкової економіки, пріоритетною рисою розвитку агровиробництва було цілеспрямоване формування якості життя людей в їх конкретних територіальних спільностях.
Вченим підготовлено 4 доктори наук та 42 кандидатів наук.

## Відзнаки, нагороди
Науково-педагогічна діяльність професора М. Г. Ігнатенка відзначена державним нагородами — медалями, грамотами, відзнаками «Відмінник народної освіти УРСР» (1972), «Ветеран праці» (1988), Грамотами Президії Верховної Ради УРСР та Української Академії Наук, йому присуджено премію Ради Міністрів України за найкращу наукову роботу (1987). М. Г. Ігнатенко — Лауреат Президентської стипендії для видатних діячів науки і техніки України (2003).